# Othomaera simplex
Othomaera simplex is een vlokreeftensoort uit de familie van de Maeridae. De wetenschappelijke naam van de soort is voor het eerst geldig gepubliceerd in 1951 door Reid.